# 同人ソフト
同人ソフト（どうじんソフト）とは、同人作家や同人サークルが自主制作・頒布する、パソコン上で閲覧・利用可能な、デジタルメディア（フロッピーディスク、CD-ROMなど）を用いた同人作品のことを言う。「同ソ」などと略されることもある。

## 概要と歴史
基本的には自主制作のプログラム（主にゲームなど）や、コンピュータグラフィックスで描かれた自作の絵などを収録したものが中心となる。その他自作音楽データやデータベース的なものなどもあるが、ジャンル分類は次項を参照されたい。
パソコンの草創期からこうした自作のデジタルメディアによる作品は同人レベルでも作られ頒布されてきた。各地に存在したコンピュータクラブなどの集まりで製作されたり、パソコン通信を通じて知り合った仲間同士で作成されてきたのである。
こうした種類の作品は、コミックマーケットなどでは特定のジャンルを用意してサークル参加可能なものの、他の同人誌即売会ではその場で内容を確認できないため、あまり扱われなかった。そのため、草創期当時にはスタジオYOU（ユウメディア）主催による「パソケット」という同人ソフト専門の即売会イベントも存在していた。また、テクノポリス（徳間書店）やパソコンパラダイス（メディアックス）など一部のパソコンゲーム雑誌が同人ソフトの紹介ページを設けていたほか、ブラザー工業のパソコンソフト自動販売機「ソフトベンダーTAKERU」でも、事業後期には同人ソフトの取り扱いを行っていた。
この状況が大転換したのは、1995年以後のパソコンおよびインターネットの急激な普及があった。これまでごく限られた層だけが使っていたパソコンが一般家庭にも普及するようになり、そうした一般ユーザーが容易に同人ソフトを使える状況になったことが大きい。さらにインターネットとブロードバンドの提供エリアが拡大されたことで、遠隔地でも互いに容易に大容量のデータをやり取りできるようになったことも大きい。
また、配布メディアの大容量・低価格化も一層拍車をかけた。特にCD・DVD±Rの読み書きに対応した光学ドライブの高速・低価格化によって個人でも容易に量産化が可能になり、さらにCDプレスメーカーが同人サークルにも門戸を開放したことから大量生産・大量頒布も可能となった。それに応じて扱うデータも大容量化が進行し、ゲームにいたっては市販作品と遜色ない作品も作られるまでに至る。
光学ドライブ搭載のノートパソコンも普及することで、会場内でも内容の確認も可能になったため、これまで扱うことが不可能だった即売会でも参加が可能になった。
同人ショップでも取り扱われることも多くなり、最近ではデジタルデータという利点を活かし、同人ソフト専門のダウンロード販売サイトも開設されている（「デジ同人」も参照）。
しかし、その一方でデジタルメディアという性質から容易に複製されやすく、法人の著作物（市販のゲームソフト、ビジネスソフトなど）にあるような、コピーガードやアクティベーションなどによるプロテクトをほとんど施せない問題も持っている（プログラマに一定の技術があれば、ある程度のコピーガードを施すことは可能だが、完全にガードできるとは限らない。アクティベーションになると、認証専用のサーバも設置せねばならず、同人では非現実的なものといえる）。
実際、著名なサークルの作品が頒布された当日には、すぐに複製されインターネット上で違法に出回っている現実もある。

## 主なジャンル
以下は代表的なジャンル分類となる。なおコミックマーケットにおいては2008年12月開催のコミックマーケット75までは「同人ソフト」という1つのジャンルコードが与えられてきたが、近年のデジタル創作系や東方Project関連の二次創作などの隆盛を受け、2009年8月開催のコミックマーケット76からジャンルを分割、その後内包するジャンルのサークル増加に合わせて再分割が行われ、現在は以下の5つのジャンルコードが配分されている。
- 同人ゲームおよびそれに関連する二次創作作品・同人ハードなどを「同人ソフト」（ただし自主製作のボーイズラブゲーム・乙女ゲーは「ゲーム（恋愛）」で扱う）
- 東方Projectおよびその二次創作作品・アレンジ音楽などを「東方Project」
- 自主製作（オリジナル）の音楽・映像作品・CG集・写真集・VOCALOID・インターネット関連のコンテンツ（2ちゃんねる、ふたばちゃんねる、伺か、ニコニコ動画など）およびそれらに関する二次創作作品、YouTuberやニコニコ生放送の生主などの動画配信者及びそれに関連するファン活動を「デジタル（その他）」※C76では「創作（デジタル・その他）」、C77から現ジャンル名に。Sound HorizonはC97から「アニメ（その他）」に移動
- コスプレに関する写真集などの同人誌・同人ソフトを「コスプレ」※C82より「デジタル（その他）」から分離
- バーチャルYouTuberの配信者本人及びそれに関連するファン活動を「VTuber」※C98より「デジタル（その他）」から分離

同人ゲーム
自主制作によって作られたコンピュータゲーム。詳しくは「同人ゲーム」の項を参照のこと。なお、コミックマーケットの場合、これらの題材にした同人誌（例えば、同人ゲームの攻略本や原画集など）も「同人ソフト」のジャンルコードに入る。
CG集/画像集/写真集
コンピュータグラフィックスで書かれた自作の絵をメディアに収録したもの。基本的には自作もしくは自由ソフトウェアとして配布されている既存の画像ビューアーを収録、それを用いて閲覧することが多い。また最近ではHTMLファイルを作成・収録しておき、それをウェブブラウザで閲覧することで画像ビューアー代わりとしていることが多くなっている。配布メディアの大容量化もあり、収録画像データも年々高画質化している。さらに最近ではコスプレイヤーおよびアマチュアカメラマンの自主制作によるデジタルメディアの写真集なども作られている。中には陰部などを十分に修正していないのもあり、2009年冬に開催されたコミックマーケット77では発禁処分を受けた作品が多数あった。
音楽データ集/自主制作CD
オリジナル曲、もしくは既存曲のアレンジ版などの音楽データを収録したもの。初期のころはMIDI形式による音楽データを配布していることが多かったが、パソコンの高性能化と配布メディアの大容量化、さらに日本音楽著作権協会（JASRAC）によるMIDI狩りおよび著作権料の搾取による影響から、MP3を始めとする音楽ファイル形式で収録されることが多くなった。さらにレコーディング環境も進歩しており、そのまま音楽CDとして製作、製作スタッフもプロ顔負けの状況にまで発展している。インディーズがコミケを活動の場として選んだ場合や、声優を志す者によるドラマCDの自主制作もこれにここに含まれる（シナリオだけ用意してプロの声優に出演依頼するケースもある）。「同人音楽」の項も参照のこと。また、コミックマーケットでは、VOCALOIDの同人誌も「同人ソフト」に含まれる。
自主制作動画/アニメ
全くのオリジナル作品からアニメのパロディ作品、MAD作品と呼ばれるものなど、映像データを収録したもの。以前はビデオテープでの頒布が基本的だったが、パソコンの普及によって編集・複製環境が向上したことから、現在ではデジタルメディアでの頒布が多くなった。特にDVDのメディア・ドライブの普及で映像データをそのまま高画質で収録できるようになった。最近ではFlashによるアニメーション作品を収録した作品集を製作しているケースもある。なお、二次創作同人アニメの海賊版の流通により、海賊版の摘発と同時に同人アニメの製作者が芋づる式に摘発された事例（赤紙堂事件）も存在するため、二次創作を行う際に摘発を受ける危険性の高いジャンルでもあるため、一次創作（オリジナル）の比率が高いジャンルである。
デスクトップアクセサリー/ユーティリティソフト
パソコン上で扱う壁紙、アイコン、スクリーンセーバーなどのデスクトップアクセサリーを収録したものや、自主作成したユーティリティソフトなども頒布されている。後者の場合、作者によっては、既にシェアウェアとしてネットワーク上で公開しているオンラインソフトウェア作品をデジタル形式のマニュアルとともに収録して、なかばパッケージ製品のように出していることもある。
データベース集
コンピュータゲーム（アダルトゲーム、アーケードゲーム、家庭用ゲームなど）の攻略データやアニメの詳細記録データなど、データベースとして使えるデータ集もこうした形で配布されることがある。実際に同人誌の形で製作するよりも製作コストがかからないという点でも大きい。
以前出した同人誌のデジタルアーカイブ
これまで出した同人誌やペーパー類を画像ファイルやPDFやJPEGなどの形式に変換し、そうしたデータを1枚のディスクに収録したもの。近年では原稿執筆環境もパソコンを使うことが多くなり、原稿データがデジタルデータとして制作者のパソコン上に残っていることから、PDFやJPEGなどに変換しやすくなっている利点が大きい。
同人ハード
厳密にはソフトウェアではないが、コミックマーケットなど主要な即売会では同じカテゴリー扱いになっているのでここで扱う。文字どおり同人サークルの手によって作られた、パソコン用・家庭用ゲーム機用のハードウェア。その種類も対象機種も幅広く、現行機種向けの製品もあれば、MSXやPC-9801シリーズ、X68000など旧機種向けの製品も数多く作られている。